# پرنوشته یک
پرنوشته یک، روستایی از توابع بخش مرکزی شهرستان مسجدسلیمان در استان خوزستان ایران است.

## جغرافیا
روستای پرنوشته یک بنام محلی ده دونی(ده پایین) شناخته شده می باشد. این روستا در مواقعی که سد گتوند به بیشینه آبگیری میرسد به زیر آب میرود و هم اکنون خالی از سکنه و جاندار می باشد. در واقع روستای پرنوشته بالایی که کماکان دارای چندین خانوار میباشد، از نظر تاریخی و سابقه زیستی، دارای پیشینه طولانی می باشد. فاصله روستای پرنوشته بالایی تا پرنوشته پایینی ۵۰۰ متر میباشد.

## جمعیت
این روستا در دهستان جهانگیری قرار دارد و براساس سرشماری مرکز آمار ایران در سال ۱۳۸۵، جمعیت آن ۱۶ نفر (۵خانوار) بوده‌است.